# Jung Eun-ji
Jung Eun-ji (hangul: 정은지; rr: Jeong Eun-ji; MR: Chŏng Ŭn-chi; nascida Jung Hye-rim em 18 de agosto de 1993), mais frequentemente creditada na carreira apenas como Eunji (hangul: 은지), é uma cantora, compositora, DJ de rádio e atriz sul-coreana. Realizou sua estreia no cenário musical em abril de 2011 no grupo feminino Apink. No ano seguinte, iniciou sua carreira de atriz ao protagonizar a série de televisão Reply 1997. Ela então participou de várias séries, tais como That Winter, The Wind Blows (2013), Lovers of Music (2014), Untouchable (2017) e Later Drink Now (2021).
Seu primeiro extended play, Dream, foi lançado em 18 de abril de 2016, em conjunto de seu single "Hopefully Sky". The Space, seu segundo EP, foi lançado em 10 de abril de 2017 em conjunto de seu single "The Spring".

## Biografia

### 1993–2011: Vida antiga e começo de sua carreira
Jung Eun-ji, nascida Jung Hye-rim, nasceu em Busan, na Coreia do Sul, no dia 18 de agosto de 1993. Ela estudou na Hapdo Kindergarten, Shinjae Elementary School, Jaesong Girls' Middle School e Hyehwa Girls' High School. Em 2004, Eunji venceu o primeiro lugar no programa Exciting Day Enjoyable Day, transmitido pela KBS. Em novembro de 2010, Eunji passou nas audições para se tornar a vocalista principal do A Pink. Ela não recebeu treinamento profissional para entrar no grupo, e apenas treinou por dois meses com o grupo.

### 2011–presente: A Pink, atuação e solo

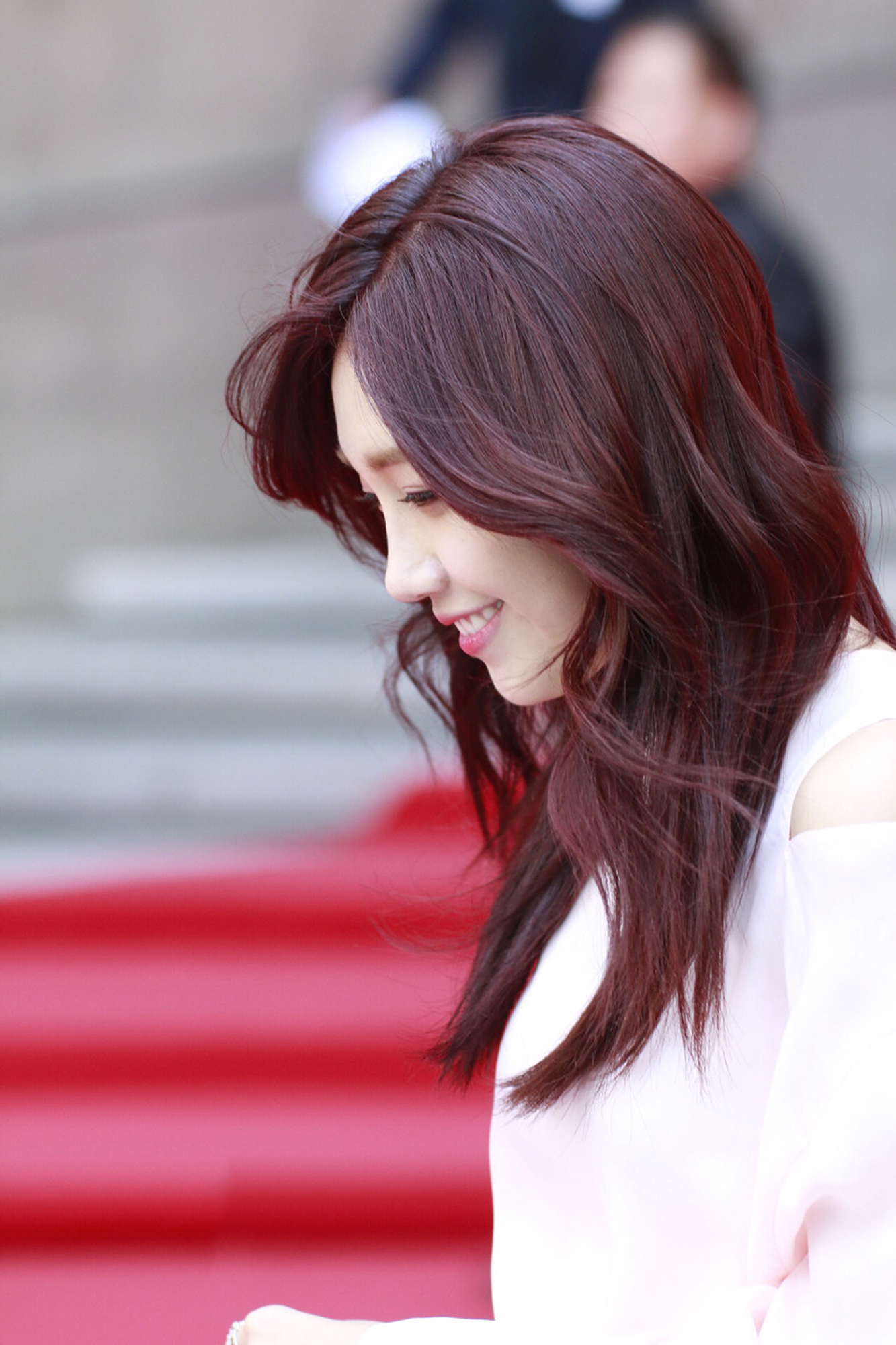
Jung Eunji na Seoul Fashion Week 2016.

Em março de 2011, Eunji foi revelada como a quarta integrante do girl group A Pink. Sua revelação veio através de um vídeo online, onde a mostrava cantando "Love You I Do" da cantora Jennifer Hudson. Eunji se juntou com o resto do grupo para filmar o A Pink News, um projeto que as acompanhava durante a estréia. Em 21 de abril de 2011, Eunji estreou como a vocalista principal do A Pink, performando duas músicas no M! Countdown: "I Don't Know" e "Wishlist", ambas do mini álbum de estréia do grupo, Seven Springs of A Pink.
Eunji fez sua estréia como atriz no Reply 1997, uma comédia dramática nostálgica dos anos 90, que se tornou um dos dramas sul-coreano mais vistos na TV a cabo. Ela interpretou a protagonista feminina, Sung Shiwon, uma fã fanática de H.O.T que se torna uma roteirista de TV. Eunji foi elogiada pela crítica e pela audiência por sua atuação cômica e emocionante, a qual foi bem impressionante para uma novata. O papel lhe rendeu vários prêmios, incluindo o prêmio Baeksang Arts Awards de Melhor Nova Atriz de TV.
Eunji atuou na adaptação coreana musical do filme de Hollywood, Legalmente Loira, como a personagem principal Elle Woods. O show decorreu de 16 de novembro de 2012 a 17 de março de 2013.
Ela foi escalada para interpretar o papel de apoio no melodrama de 2013, That Winter, The Wind Blows. Eunji ganhou o prêmio de Melhor Performance no 2º APAN Star Awards e o prêmio de Nova Revelação no SBS Drama Awards.
Em 2014, ela estrelou em outro musical, uma adaptação da série Três é Demais. Mais tarde, ela foi escalada para o papel principal na romântica série de comédia Trot Lovers, que mostra a luta de uma cantora para se tornar uma famosa cantora de trot.
Em 2015, Eunji interpretou Kang Yeon-doo no drama colegial da KBS2, Cheer Up!.
Eunji colaborou com vários artistas para OSTs e músicas promocionais. Para o projeto A Cube for Season #Green, Jung Eunji e Yang Yoseob cantaram o dueto "Love Day". Em agosto de 2012, Eunji gravou dois singles promocionais, "All for You" e "Our Love Like This" com Seo In-guk para o drama Reply 1997, no qual os dois atuaram juntos.
Em 2014, Eunji cantou "It's You" para a trilha sonora do Three Days. A música ficou na primeira posição para vários charts como Bug, Soribada, e Daum Music logo após seu lançamento em 5 de março.
No dia 18 de abril de 2016 (um dia depois do 5º aniversário do A Pink), Eunji debutou como uma artista solo com o mini-álbum Dream, que consistiu em 6 faixas. A canção-título é "Hopefully Sky (feat. Harim)" que também teve uma versão piano. Eunji também participou da composição das músicas do mini-álbum.

## Discografia
- 2016: Dream
- 2017: Space
- 2018: Hyehwa
- 2020: Simple

### Como artista solo
| Ano  | Título                                            | Canção                        | Duração | Artista                               |
| ---- | ------------------------------------------------- | ----------------------------- | ------- | ------------------------------------- |
| 2012 | A Cube for Season                                 | "Love Day"                    | 03:54   | Yoseob & Jung Eun-ji                  |
| 2012 | Love Story Parte 1 (trilha sonora de Reply 1997)  | "All For You"                 | 04:08   | Seo In-guk & Jung Eun-ji              |
| 2012 | Love Story Parte 2 (trilha sonora de 'Reply 1997) | "Just the Way We Love"        | 04:20   | Seo In-guk & Jung Eun-ji              |
| 2013 | 'A Cube' for Season # White                       | "A Year Ago"                  | 03:55   | Hyunseung & Jung Eun-ji & Kim Nam-joo |
| 2016 | Dream                                             | "Hopefully Sky"(feat. Harim)" | 03:34   | Jung Eun-ji                           |

## Filmografia

### Dramas
| Ano  | Titulo                      | Papel                                        | Emissora |
| ---- | --------------------------- | -------------------------------------------- | -------- |
| 2012 | Reply 1997                  | Sung Shi-won                                 | tvN      |
| 2013 | That Winter, The Wind Blows | Moon Hee-sun                                 | SBS      |
| 2013 | Reply 1994                  | Sung Shi-won (Cameo. Episódios 16-17 e 21)   | tvN      |
| 2014 | Trot Lovers                 | Choi Choon Hee                               | KBS2     |
| 2015 | Sassy Go Go                 | Kang Yeon Doo                                | KBS      |
| 2017 | Untouchable                 | Seo Yi-Ra                                    | JTBC     |
| 2020 | Backstreet Rookie           | Dae-Hyun's ex-girlfriend (Cameo. Episódio 1) | SBS TV   |
| 2021 | Work Later Drink Now        | Kang Ji Goo                                  | TVING    |
| 2022 | Blind                       | Jo Eun Gi                                    | tvN      |

### Teatro musical
| Ano       | Título                                    | Papel      |
| --------- | ----------------------------------------- | ---------- |
| 2012-2013 | Legally Blonde                            | Elle Woods |
| 2014      | Full House                                | Han Ji-eun |
| 2021      | Natasha, Pierre & The Great Comet of 1812 | Natasha    |

### Filmes
| Ano  | Título       | Papel  | Notas               |
| ---- | ------------ | ------ | ------------------- |
| 2013 | Saving Santa | Shiny  | Dublagem coreana    |
| 2017 | My Pet Ozzy  | Carrie | Dublagem coreana    |
| 2019 | 0.0MHz       | So Hee | Estreia nos cinemas |

### Programas de variedades
| Ano     | Título                             | Papel     |
| ------- | ---------------------------------- | --------- |
| 2011    | A Pink News (1ª temporada)         | Ela mesma |
| 2011    | Challenge 1000 Song                | Ela mesma |
| 2011    | Mr SikSin (episódio 30)            | Ela mesma |
| 2011    | Oh, My School!                     | Ela mesma |
| 2011    | Chuseok Idol Athletic Championship | Ela mesma |
| 2011-12 | A Pink News (2ª temporada)         | Ela mesma |
| 2011-12 | Birth Of Family (1ª temporada)     | Ela mesma |
| 2011    | KBS Entertainment Awards           | Ela mesma |
| 2012    | Weekly Idol                        | Ela mesma |
| 2012    | The Resurrection of Royal Family   | Ela mesma |
| 2012    | Y-Star God of Cookery Road         | Ela mesma |
| 2012    | Idol Premiere Quiz Show            | Ela mesma |
| 2012    | A Pink News (3ª temporada)         | Ela mesma |

## Prêmios e indicações
| Ano  | Prêmio                      | Categoria                                                   | Obra                     | Resultado | Ref.   |
| ---- | --------------------------- | ----------------------------------------------------------- | ------------------------ | --------- | ------ |
| 2012 | 5º Korea Drama Awards       | Melhor Casal (com Seo In-guk)                               | Reply 1997               | Venceu    | [ 35 ] |
| 2012 | 5º Style Icon Awards        | Top 10 Style Icons (com Seo In-guk)                         | Reply 1997               | Venceu    | [ 36 ] |
| 2012 | 14º Mnet Asian Music Awards | Melhor Trilha Sonora (com Seo In-guk)                       | "All For You" Reply 1997 | Venceu    |        |
| 2012 | 1º K-Drama Star Awards      | Melhor Trilha Sonora (com Seo In-guk)                       | "All For You" Reply 1997 | Venceu    | [ 37 ] |
| 2012 | 1º K-Drama Star Awards      | Melhor Casal (com Seo In-guk)                               | Reply 1997               | Venceu    | [ 37 ] |
| 2012 | 1º K-Drama Star Awards      | Rising Star Award                                           | Reply 1997               | Venceu    | [ 37 ] |
| 2012 | 4º Melon Music Awards       | Melhor Trilha Sonora (com Seo In-guk)                       | "All For You" Reply 1997 | Venceu    | [ 38 ] |
| 2013 | 2º Gaon Chart Awards        | Canções do Ano (Digital Awards [Setembro]) (com Seo In-guk) | "All For You" Reply 1997 | Venceu    | [ 39 ] |
| 2016 | 8º Melon Music Awards       | R&B/Ballad (Prêmio de Gênero Musical)                       | "Hoppefully Sky"         | Venceu    | [ 40 ] |

## Programas musicais

### Music Triangle
| Ano  | Data           | Canção                         |
| ---- | -------------- | ------------------------------ |
| 2012 | 19 de setembro | "All For You" (com Seo In-guk) |